# Бібеску (рід)

Герб князів Бібеско

Бібеску або Бібеско — давня Волоська і Молдавська шляхетська, боярська і княжа династія, члени якої були правлячими князями та господарями Волощини.

## Історія
Княжий рід Бібеско має волосько-молдавське походження, вперше задокументована в 15 столітті. Засновником роду вважається Микола Потаркан де Бібеско. Її члени займали найвищі урядові пости й мали значний вплив на політичний та економічний розвиток країни.
Князь Барбу Дмитро Штирбей-Бібеско був сином боярина Дмитра Бібеску, палатина Валахії (1772—1831), та його дружини Катерини Векереску (1777—1842). Його усиновив його родич, один із найпочесніших родів бояр і князів Олтенії, ворник Барбу С. Штирбей, останній із роду Штирбеїв, який зробив його спадкоємцем своїх багатств та прізвища. Після усиновлення ця гілка родини Бібеску стала будинком Стирбеїв.
Георге Бібеску отримав для свого сина Григора титул князя Священної Римської імперії.
Після революції 1848 року князя Барбу Штирбея (1799—1869) обирають правлячим князем («Domnitor») Тара Романеаска, і він проводив збалансовану політику відносин з Османською імперією, Австро-Угорською імперією та Російською імперією, заклавши таким чином основи незалежної держави Румунія.
Під його правлінням (1849—1856) Тара Романеаска пройшла шлях від феодальної та сільськогосподарської країни до нації з промисловими підприємствами, сучасною системою освіти та добре розвиненою мережею доріг.
Пов'язаний з іншими Волоськими та Молдавськими князівськими родами, такими як Векереску, Маврокордато, Кантакузіни.
Представники роду:
- Георге Бібеску (1804—1873), господар Валахії у 1842—1848 роках
- Барбу Дмитро Бібеско-Штирбей, господар Валахії у 1848—1853 роках
- Антуан Бібеско (1878—1951) юрист, дипломат і письменник
- Олена Бібеско (1855—1902), аристократка та піаністка, мати Антуана
- Джордж Валентин Бібеску (1880—1941), румунський піонер авіації та автомобільний ентузіаст
- Марта Бібеско (1886—1973), французька письменниця та світська особа.